# Subdivisión por bloques de Helmert-Wolf
La subdivisión por bloques de Helmert-Wolf (abreviada como HWB por su nombre en iglés, Helmert–Wolf blocking) es un método de solución mediante mínimos cuadrados para un sistema canónico angularmente disperso de ecuaciones de primer grado. Friedrich Robert Helmert (1843-1917) informó sobre el uso de tales sistemas para el campo de la geodesia en 1880. Helmut Wolf (1910-1994) publicó su solución semianalítica directa basada en la eliminación gaussiana ordinaria en forma matricial en 1978.

## Limitaciones
La solución HWB es muy rápida de calcular, pero es óptima solo si los errores de observación no se correlacionan entre los bloques de datos. El análisis mediante correlación canónica generalizada (ccg) es el método estadístico de elección para hacer desaparecer esas covarianzas cruzadas dañinas. Sin embargo, este procedimiento puede resultar bastante tedioso dependiendo de la naturaleza del problema.

## Aplicaciones
El método HWB es fundamental para la geodesia satelital y grandes problemas similares. Se puede extender al filtrado rápido de Kalman aumentando su sistema de ecuaciones mediante regresión lineal para tener en cuenta información de pronósticos numéricos, restricciones físicas y otras fuentes de datos auxiliares que están disponibles en tiempo real. Las precisiones operativas se pueden calcular de manera fiable a partir de la teoría de la estimación sin sesgo cuadrática de norma mínima (Minque) de Calyampudi Radhakrishna Rao.